# Французский конституционный референдум (1945)
Французский конституционный референдум проводился 21 октября 1945 года вскоре после окончания Второй мировой войны по поводу ратификации конституции Временного правительства Французской республики. Этот плебисцит стал первым во Франции после 75-летнего перерыва (предыдущий проходил в 1870 году ещё при Наполеоне III). Референдум проводился в соответствии с обещанием, данным генералом де Голлем, и был организован одновременно с парламентскими выборами и включал два вопроса, на которые избиратели должны были ответить «да» или «нет». Основной вопрос заключался в отмене Конституции 1875 года и передаче власти новоизбранному парламенту. Второй вопрос ставился для ограничения власти этого временного парламента в 7 месяцев, в течение которых должна была быть принята новая Конституция.
Возвращение к прежней Конституции Третьей республики, действовавшей до войны, было отвергнуто, а временная Конституция была одобрена подавляющим числом голосов (96,37 %).

## Результаты
| Да и Нет     | % голосов | Количество |
| ------------ | --------- | ---------- |
| Да (за)      | 96,37 %   | 18 717 004 |
| Нет (против) | 3,63 %    | 705 019    |
| Всего        | 100 %     |            |